# Rotak
Rotak (persiska: رتک) är en ort i Iran.   Den ligger i provinsen Yazd, i den centrala delen av landet, 600 km sydost om huvudstaden Teheran. Rotak ligger 1 840 meter över havet och antalet invånare är 121.
Terrängen runt Rotak är platt åt sydväst, men åt nordost är den kuperad.Runt Rotak är det glesbefolkat, med 15 invånare per kvadratkilometer. Närmaste större samhälle är Sheyţūr, 13,5 km nordväst om Rotak. Trakten runt Rotak är ofruktbar med lite eller ingen växtlighet.